# Stephan Wilhelm Müller
Stephan Wilhelm Müller (* 1981 in Meppen) ist ein deutscher Schauspieler. Er wirkt hauptsächlich im deutschsprachigen Theater und ist regelmäßig in Film- und Fernsehproduktionen zu sehen. Lebensmittelpunkt ist seit 2013 das Frankfurter-Bahnhofsviertel.

## Leben
Müller wurde in Meppen im Emsland geboren, wo er das Abitur am Ludwig Windthorst Gymnasium absolvierte und an der Emsländischen Freilichtbühne erste Bühnenerfahrung sammeln konnte. Er studierte Rechtswissenschaft an der Philipps-Universität Marburg und Schauspiel an der Drama Faculty der Universität Stellenbosch in Südafrika unter anderem bei Marthinus Basson und Antoinette Kellermann. Ergänzend machte er eine Ausbildung nach der Sanford-Meisner-Technik an der Theaterschule Frankfurt am Main.

## Theater
Müller ist an zahlreichen professionellen Bühnen tätig. Er spielte und spielt an den Kammerspielen Wiesbaden, am Schauspiel Frankfurt, am Zimmertheater Rottweil unter der Intendanz von Peter Staatsmann und Bettina Schültke u.A. in den Inszenierungen Der Menschenfeind, Prinz Friedrich von Homburg, Atmen, Ronja Räubertochter, am Gallus Theater, beim Theater Landungsbrücken Frankfurt sowie seit vier Jahren in den Produktionen Der fröhliche Weinberg, Cash on delivery, Otello darf nicht platzen, Faust und Ein Sommernachtstraum bei den Festspielen Heppenheim.
In Rezensionen wurde seine Mitwirkung unter anderem in Produktionen wie Atmen von Duncan Macmillan, Glück von Éric Assous oder Der Reigen nach Arthur Schnitzler beschrieben.
Weiterhin baute Stephan Müller als aktives Mitglied das „Uckermärkische Nationaltheater – Kulturgut Metzelthin“ zusammen mit Tobias J. Lehmann und anderen Künstlern auf und ist dort regelmäßig auf der Bühne und im Rahmen von Gastspielen zu sehen.

## Film und Fernsehen
Müller spielte u. a. in den ZDF-Serien Ein Fall für Zwei und Der Staatsanwalt sowie im ZDF-Spielfilm Zimmer im Grünen aus der Herzkino-Reihe unter der Regie von Felix Ahrens. Darüber hinaus war in der Rolle des Sozialarbeiters Stefan Reuter in der ARD-Miniserie Eden an der Seite von Wolfram Koch und Juliane Köhler unter der Regie von Dominik Moll zu sehen und wirkte in dem Horrorfilm Im Wald unter der Regie von Manuel Weiss sowie dem Kinofilm Die Macht der Entscheidung unter der Regie von Anton Algrang mit. In der Komödie Ein Hoch auf das Mammut übernahm er die Rolle des Regieassistenten Walter.

## Sonstiges
Stephan Müller berät Künstler und Künstlerinnen für die Genossenschaft Deutscher Bühnen-Angehöriger in allen berufsspezifischen Rechtsfragen.